# Gharb al-Àndalus
Gharb al-Àndalus, literalment ‘l'Occident de l'Àndalus', també conegut simplement com a al-Gharb, ‘l'Occident’ (àrab: غرب الأندلس, Ḡarb al-Andalus; الغرب, al-Ḡarb) fou el nom donat pels àrabs a una regió i emirat de l'Àndalus que es correspondria amb la regió de Lusitània durant l'administració visigòtica i que contemporàniament correspondria a l'actual regió de l'Algarve i la comunitat autònoma d'Extremadura, en general al centre i sud de Portugal per sota del Tajo.
El que seria Gharb al-Àndalus era domini visigot i fou ocupat pels musulmans el 713 quan Mussa ibn Nussayr va conquerir Mèrida vencent la resistència visigoda a la ciutat. El seu fill Abd-al-Aziz ibn Mussa ibn Nussayr va conquerir Niebla, Beja i Ocsonoba. La regió fou lloc d'assentament sobretot d'amazics i les revoltes foren freqüents.
El 742 el governador Thalaba ibn Salama al-Amilí va derrotar els amazics rebels. El jund sirià de Homs es va instal·lar a Niebla i el jund d'Egipte (una part) a Beja i Ocsonoba. A Niebla es van revoltar els iemenites contra Abd al-Rahman I. Sulayman ibn Abd-ar-Rahman es va revoltar contra el seu nebot al-Hàkam I també a Niebla.
El 828 va esclatar la gran revolta amaziga dirigida per Muhàmmad ibn Abd-al-Jabbar, que atacat per les forces omeies va agafar com a fortalesa l'avui anomenada Monte Sacro propera a Faro (Xantamariyya o Faraun) al districte d'Ocsonoba i finalment, amenaçat per les forces d'Abd-ar-Rahman II va haver de fugir a Galícia on va morir el 840 per orde del rei Alfons II d'Astúries.
Sota l'emir Muhàmmad I, Abd-ar-Rahman ibn Marwan ibn Yunus, conegut com al-Jil·liqí (el Gallec), va iniciar el poder la família dels Banu Marwan i va dominar el Gharb al-Àndalus amb centre a Mèrida en ser nomenat per l'emir de Còrdova esmentat a canvi de mantenir l'orde i reconèixer la sobirania cordovesa. La debilitat de l'emirat en aquest moment aconsellava no tenir enemics com la família Banu Marwan que, com a conversos (muladís) i amb un poder local forjat durant anys, arrossegaven a tots els seus clients a la regió. Abd-ar-Rahman ibn Marwan va governar com a virtual emir independent (però sense tenir reconegut el títol) fins a la seva mort el 889 quan el va succeir el seu fill Marwan ibn Abd-ar-Rahman. Abd-ar-Rahman ibn Marwan ibn Yunus aliat a Alfons III d'Astúries va lluitar a Badajoz, Esparraguera (entre el Guadiana i Almadén) i Antaniya (Idanha a Velha, 30 km al nord-oest de Castelo Branco). La dinastia va durar fins al 930 quan forces del nou califa de Còrdova Abd-ar-Rahman III van entrar a Badajoz, llavors capital, i van obligar a l'emir Abd al-Rahman II ben Marwan a sotmetre's. L'emirat va desaparèixer. També els emirs locals de Beja, Silves i Santa Maria, que eren vassalls de Badajoz, van quedar sotmesos.
Ensorrat el califat després del 1012, es van formar al Gharb al-Àndalus diversos emirats:
- L'emirat o taifa de Beja, dels tayfúrides (1013-1028) ocupat per [Sevilla]
- L'emirat o taifa de Martulah, dels jawàdides (1029-1044) ocupat per Sevilla
- L'emirat o taifa de Silves governada pels Banu Muzayn (1028-1053) ocupat per Sevilla
- L'emirat de Xantamriyya al-Gharb sota Muhàmmad ibn Saïd ibn Harun (1041-1051), ocupat per Sevilla
- L'emirat o taifa de Huelva i Saltes (1012-1051) amb Abd-al-Aziz al-Bakrí pare del geògraf al-Bakrí, ocupat per Sevilla
- L'emirat o taifa de Niebla dirigit per Taj-ad-Dawla (1023-1041), el seu germà Muhàmmad al-Yahsubí (1041-1051) i el seu nebot Nàssir-ad-Dawla (1051-1058) vassall de Sevilla des del 1051 annexionat el 1058.
- L'emirat o taifa de Badajoz que ocupava la part nord, amb la dinastia aftàsida eliminada pels almoràvits el 1095.
- L'emirat o taifa de Sevilla, que va ocupar territoris del Gharb al-Àndalus fou eliminat pels almoràvits el 1091.

Els almoràvits foren eliminats al seu torn pels almohades. En la decadència almoràvit es van formar taifes al Gharb al-Àndalus:
- Muhàmmaudi a Càceres
- Sid Ray ibn Wazir a Beja (i Èvora) i després a Badajoz
- Muhàmmad ibn al-Hajjam a Badajoz
- Ibn Qassi a Martulah i després a Beja
- Muhàmmad al-Múndhir a Silves
- Ibn Mohaib a Tavira
- Yusuf al-Bitruj a Niebla

Tots van ser incorporats a l'imperi almohade entre 1147 i 1150. Ibn Kasi no va acceptar el domini almohade i va morir el 1151 a mans dels seus propis homes. A Tavira l'emir al-Wuhaybi va subsistir com a vassall fins al 1169.
El 1165 Giraldo Sem Pavor, famós capità portuguès, es va apoderar de Jurumeña, va assetjar Badajoz i va dominar Èvora, Beja, i Serpa. El 1189 els portuguesos van ocupar Silves i Alcácer do Sal temporalment. Progressivament els portuguesos van ocupar definitivament aquest territori, castell a castell, entre Alcácer do Sal i Silves, que els almohades havien recuperat; la reconquesta té una cronologia incerta, ja que alguns castells es van guanyar i perdre més d'una vegada. Herculano dona les següents dades: el 1232 es van conquerir Mora i Serpa, el 1234 Aljustrel (altres fonts assenyalen el 1243), el 1238 Mértola (altres fonts assenyalen el 1243), el 1239 Tavira i Cacella. Se sap d'una batalla que hauria tingut lloc a la vora de Tavira el 1244 i és probable que Tavira, Silves, Estombar i Alvor no foren definitivament reconquerides pel Maestre Payo Correa fins a una data entre 1243 i 1246 i potser fins i tot entre 1243 i 1249-1250. Alfons III de Portugal va reconquerir Faro, Loulé i Aljezur el 1250.
La regió en forma de regne va gaudir d'autonomia entre 1595 i 1808 incloent un sistema fiscal separat.